# Goro Miyazaki
Goro Miyazaki (宮崎 吾朗, Miyazaki Gorō, Tóquio, 21 de janeiro de 1967) é um paisagista e diretor de cinema japonês, filho do também diretor e animador Hayao Miyazaki. Ele inicialmente escolheu seguir uma carreira diferente de seu pai, assim formou-se paisagista na Universidade Shinshu e trabalhou por anos nessa profissão. Miyazaki acabou entrando, em 2006, na indústria da animação que seu pai faz parte, já tendo dirigido três filmes e uma série de televisão.

## Início de vida
Goro Miyazaki nasceu em Tóquio em 21 de janeiro de 1967, filho mais velho dos animadores Hayao Miyazaki e Akemi Ota. Ele teve pouco contato com Hayao quando criança porque este passava longos períodos longe de casa trabalhando, assim Miyazaki passou a assistir os filmes de seu pai com o objetivo de melhor entendê-lo. Ainda na escola, Miyazaki passou a acreditar que, caso escolhesse seguir a mesma carreira de Hayao, nunca seria capaz de alcançar o mesmo nível de excelência profissional. Dessa forma ele decidiu seguir outro caminho, procurando então uma carreira no paisagismo.
Ele se formou na Escola de Agricultura da Universidade Shinshu e pelos anos seguintes trabalhou como consultor de construção no planejando e projeto de jardins e parques. Miyazaki se envolveu em 1998 no projeto do Museu Ghibli junto com seu pai, tendo sido também seu diretor desde sua inauguração em 2001 até deixar o posto em junho de 2005.

## Carreira
Miyazaki, em meados dos anos 2000, foi recrutado pelo produtor Toshio Suzuki para ajudar na criação de storyboards de uma adaptação das obras da série Earthsea, de Ursula K. Le Guin, que na época estava em pré-produção no Studio Ghibli. Suzuki ficou impressionado pelo trabalho de Miyazaki e pediu para que ele dirigisse o longa. Isto causou fricção entre pai e filho, pois Hayao não acreditava que Miyazaki tinha experiência suficiente; foi dito que os dois não conversaram durante todo o desenvolvimento do longa. Gedo Senki estreou em julho de 2006 e teve uma recepção mista por parte da crítica. Hayao enviou uma mensagem ao filho depois de assistir o longa, dizendo que "Foi feito honestamente, então foi bom".
O longa seguinte de Miyazaki foi Kokuriko-zaka Kara, baseado no mangá de Chizuru Takahashi e Tetsuro Sayama. O roteiro foi co-escrito por Hayao e Keiko Niwa, com Miyazaki reconhecendo que um de seus maiores desafios foi articular as ideias de seu pai junto com suas próprias. O filme estreou em julho de 2011 e teve uma recepção positiva por parte da crítica, tendo vencido o prestigioso Prêmio da Academia do Japão de Animação do Ano. Depois disso ele dirigiu a série de televisão Sanzoku no Musume Rōnya, baseada no romance Ronja Rövardotter, de Astrid Lindgren. O programa foi uma cooperação entre a Polygon Pictures com o Studio Ghibli e estreou em janeiro de 2014.
Miyazaki começou a trabalhar no longa Āya to Majo depois de Sanzoku no Musume Rōnya. A história é baseada no romance Earwig and the Witch, de Diana Wynne Jones, que anteriormente teve seu livro Howl's Moving Castle adaptado por Hayao no filme Hauru no Ugoku Shiro, de 2006. Miyazaki comentou que inspirou-se na taxa de nascimentos em declínio no Japão e pelo número reduzido de crianças no país, achando assim que Earwig era uma personagem ideal para esse período. Aya to Majo foi o primeiro longa-metragem animado por computação gráfica na história do Studio Ghibli e estreou em dezembro de 2020 na emissora japonesa NHK General TV.

## Filmografia
| Ano  | Título                  | Cargo                         |
| ---- | ----------------------- | ----------------------------- |
| 2006 | Gedo Senki              | Diretor, roteirista, letrista |
| 2011 | Kokuriko-zaka Kara      | Diretor, letrista             |
| 2014 | Sanzoku no Musume Rōnya | Diretor, letrista             |
| 2020 | Āya to Majo             | Diretor                       |